# ホウライツユクサ

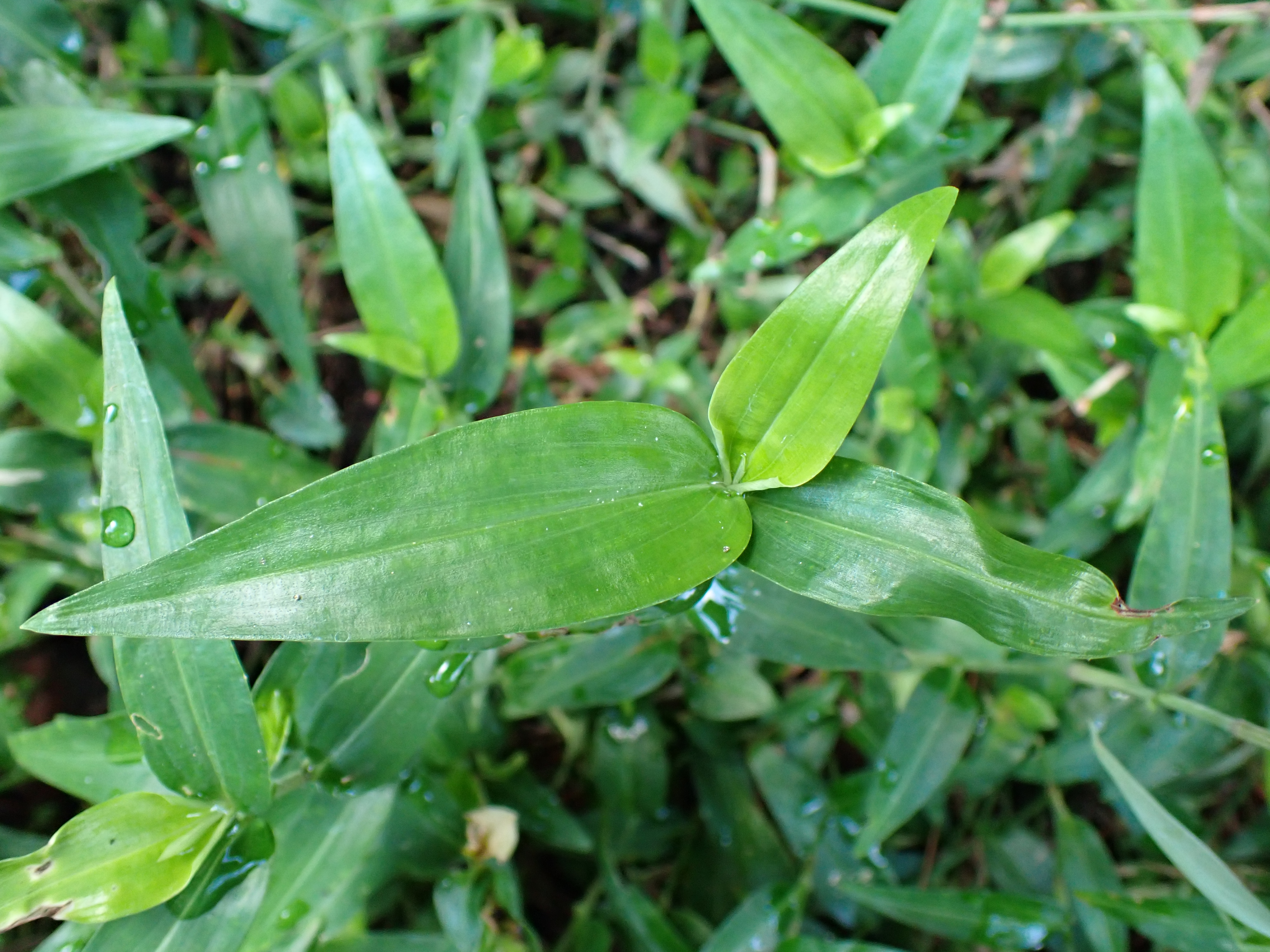
葉（2024年7月 沖縄県石垣市）

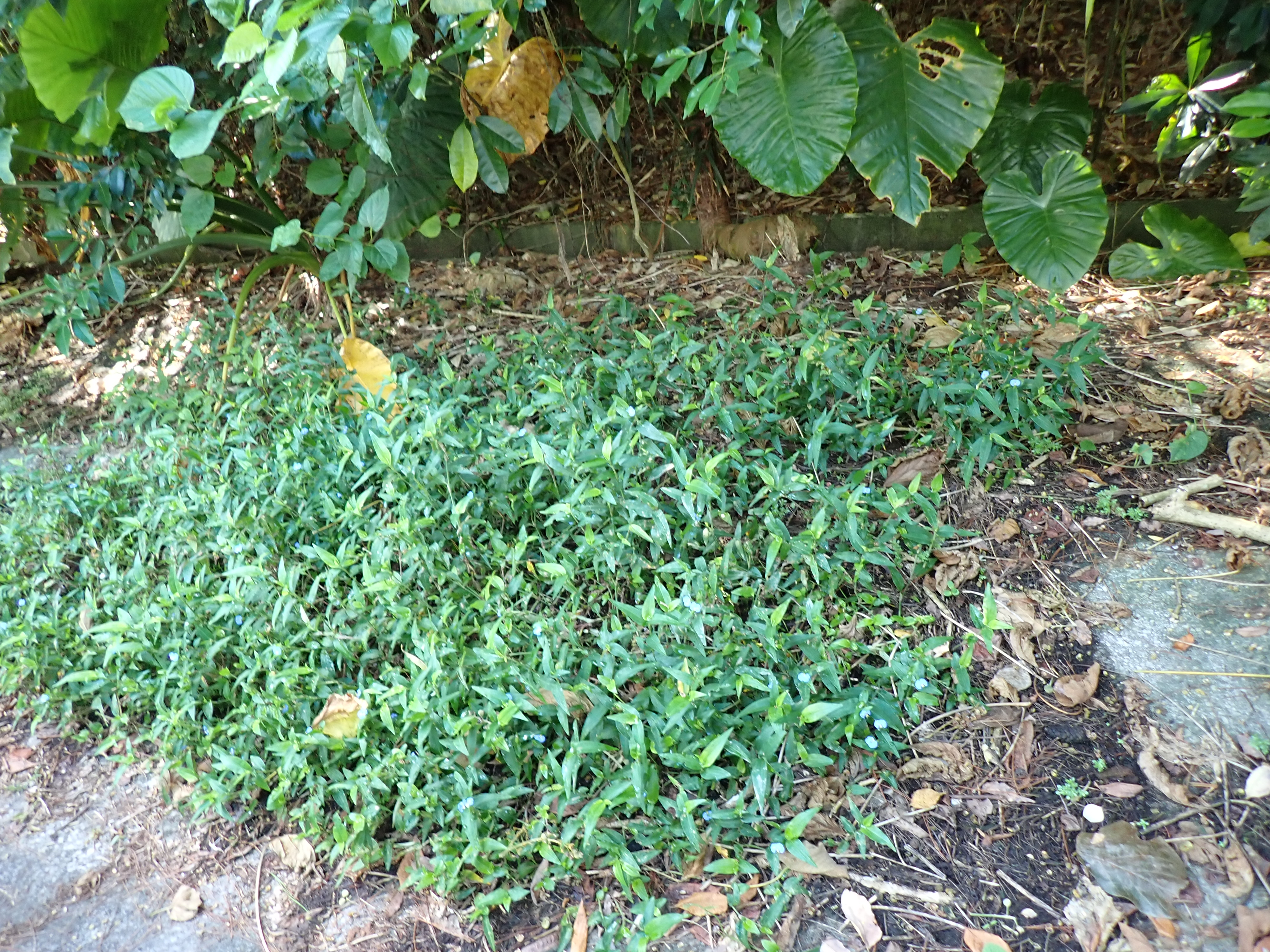
林床のホウライツユクサ（2024年7月 沖縄県石垣市）

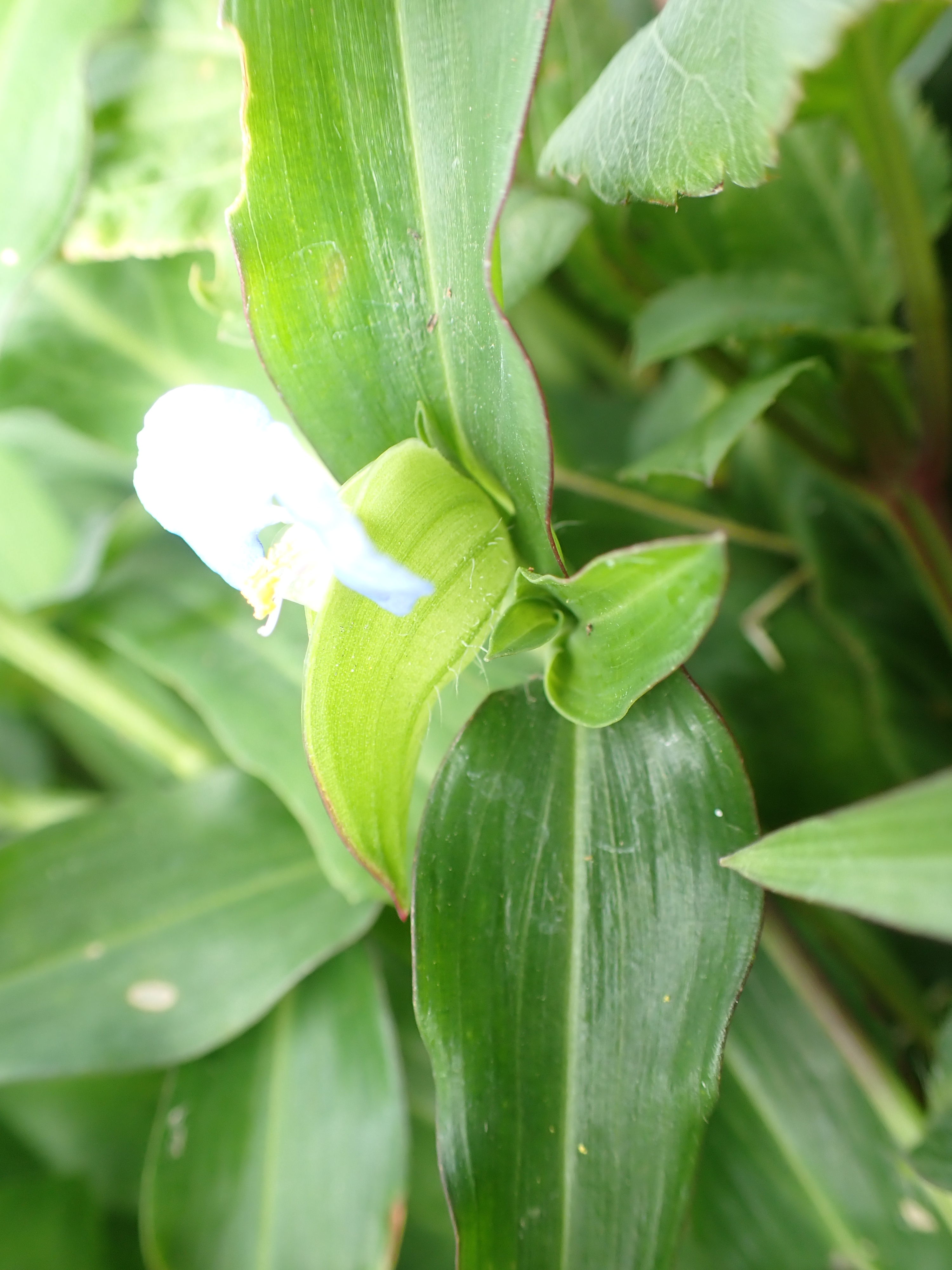
広い苞（2025年3月 沖縄県石垣市八島町）

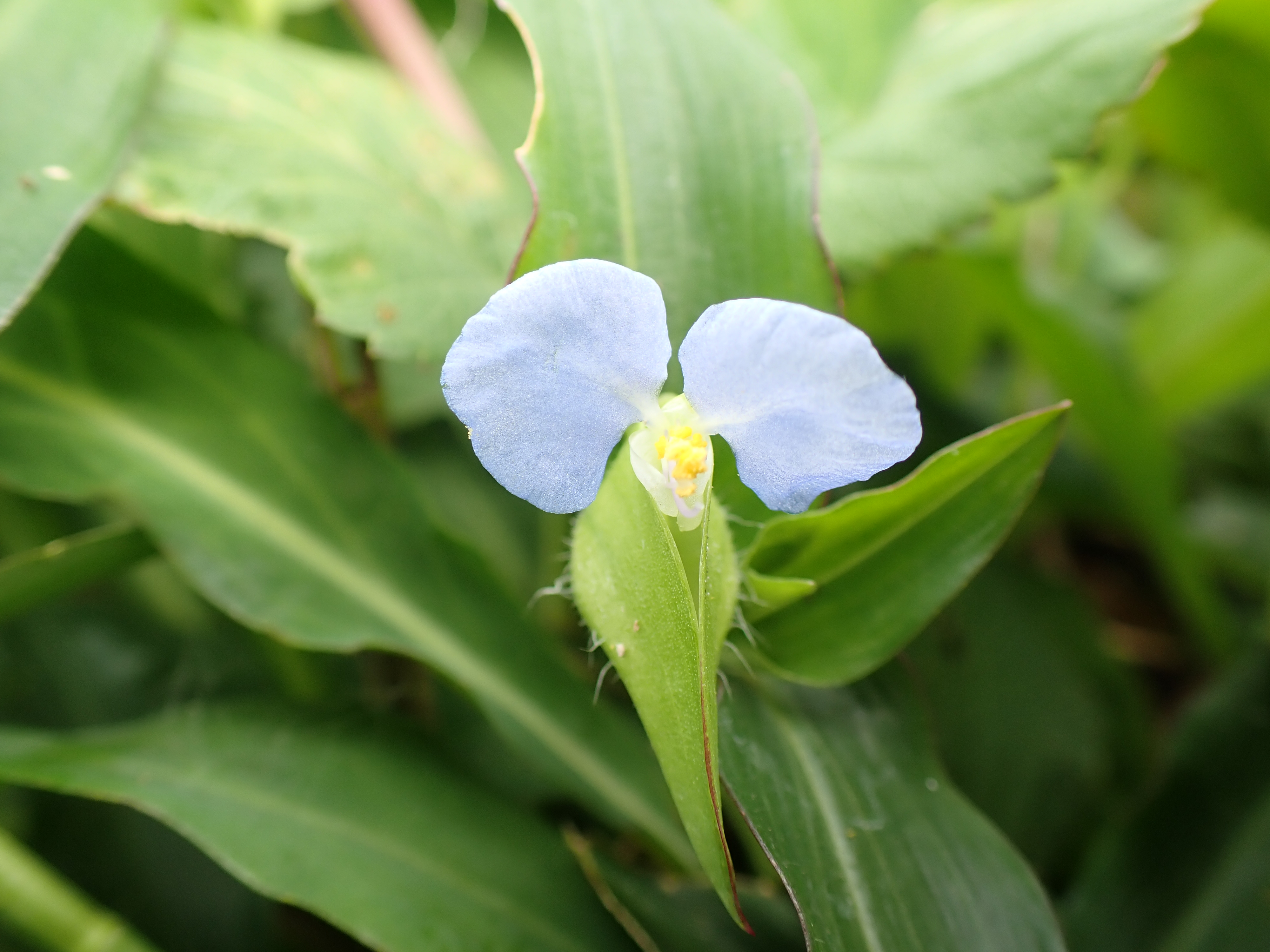
2弁が目立つ花（2025年3月 沖縄県石垣市八島町）

ホウライツユクサ（学名：Commelina auriculata）はツユクサ科ツユクサ属の多年生草本。長崎県絶滅危惧II類。

## 特徴
高さ10–50 cmほどで、ツユクサより一回り大きい。葉は長さ3–7 cmで、中央脈が目立ち、葉縁は波打つことが多い。葉裏や基部、苞に粗い毛が多い。包は幅広の半円形で先のとがりが短い。花は径2 cmほどで、花弁の色がツユクサより淡い青色である点ではシマツユクサと同様だが、2枚の花被片が目立つ点がシマツユクサと異なる。花弁の先はやや丸みを帯びる。花期は夏～秋

## 分布と生育環境、利用
国内では九州南部～南西諸島、国外は台湾～東南アジア、オーストラリアに分布。道端や湿った林床、林縁などに生育。北限は長崎県男女群島の女島。
なお、神奈川県二宮町でホウライツユクサとして野生化が記録されていたものは、別種のシュッコンツユクサCommelina erecta L.と確認された。